# معاذ بن جبل
أَبُو عَبْدِ ٱلرَّحۡمَـٰنِ، مُعَاذُ بْنُ جَبَلٍ، ٱلْأَنْصَارِيُّ، ٱلْخَزْرَجِيُّ، ٱلْمَدَنِيُّ (المتوفَّىٰ سنة 18 هـ) صَحابيٌّ، فقيه، قارئ للقرآن، راوٍ للحديث النبوي، من الأنصار، من بَنِي أُدَيٍّ، من بَنِي جُشَمَ بْنِ اَلْخَزْرَجِ. أسلم وهو ابْنُ 18 سنة، وشَهِد بيعة العقبة الثانية، ثم شهد مع النبي محمد المشاهد كلَّها، وخلَّفَ معاذًا وأبَا موسى الأشعري بمكةَ بعد فتحها؛ يُعلِّمُانِ الناسَ القرآنَ، والفقهَ في الدين، ثم استعمله على اليمن (أي: جعله عليها عاملًا) بعد غزوة تَبُوك. ثم شَهِدَ بعد وفاة النبي محمد الفتحَ الإسلامي بالشام. وتُوفي بالشام في طاعون عَنْواس.

## سيرته

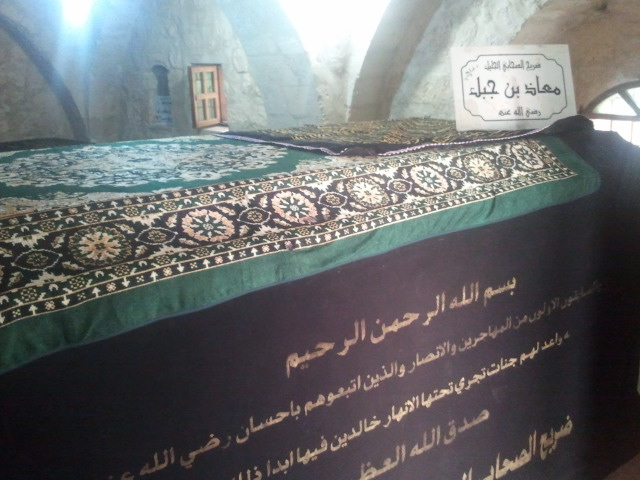
ضريح معاذ بن جبل في الأردن

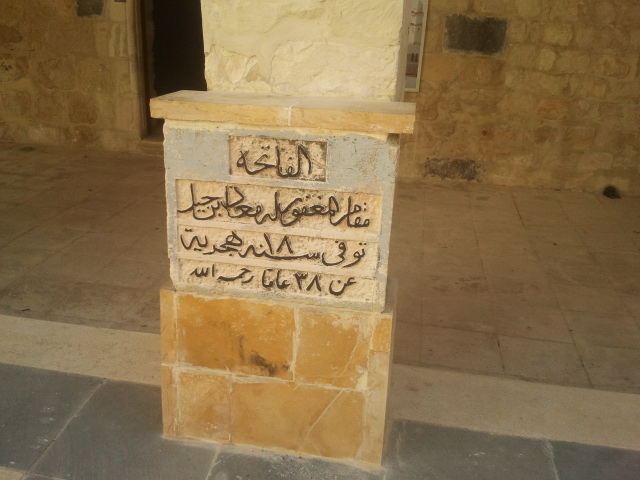
شاهد أمام ضريح معاذ بن جبل

أسلم معاذ بن جبل وعمره 18 سنة، وشهد بيعة العقبة الثانية، وهو شاب أمرد لم تُنبت لحيته بعد، ولما أسلم تولّى معاذ مع ثعلبة بن عنمة وعبد الله بن أنيس تكسير أصنام بني سلمة. ولما هاجر النبي محمد، آخى بين معاذ وعبد الله بن مسعود. وقد شهد معاذ بن جبل غزوة بدر وعمره 20 أو 21 سنة، ثم شهد مع النبي محمد باقي المشاهد كلها.
ولما فتح النبي محمد ﷺ مكة في رمضان سنة 8 هـ، استخلف عليها عتاب بن أسيد يصلي بهم، وخلف معاذًا يُقرئهم القرآن، ويفقههم في دينهم؛ ثم بعثه في ربيع الآخر سنة 9هـ عاملاً له على بعض نواحي اليمن، ثم عاد وقد توفي النبي محمد، فخرج إلى الشام، فشهد الفتح الإسلامي للشام، وشارك في معركة اليرموك. قال محمد بن كعب القرظي في سبب خروجه إلى الشام: «جمع القرآن في زمن النبي ﷺ خمسة من الأنصار: معاذ وعبادة وأُبيّ وأبو أيوب وأبو الدرداء، فلما كان عمر، كتب يزيد بن أبي سفيان إليه: «إن أهل الشام كثير، وقد احتاجوا إلى من يعلمهم القرآن ويفقههم»، فقال: «أعينوني بثلاثة»، فقالوا: «هذا شيخ كبير - لأبي أيوب -، وهذا سقيم - لأُبيّ -»، فخرج الثلاثة إلى الشام، فقال: «ابدءوا بحمص، فإذا رضيتم منهم، فليخرج واحد إلى دمشق، وآخر إلى فلسطين»».
ولما أُصيب أبو عبيدة بن الجراح والي الشام في طاعون عمواس، استخلف معاذ بن جبل، فماتت زوجتاه، ثم ولديه، ثم مات هو في نفس الطاعون. وقيل مات وعمره 33 أو 34 أو 38 سنة، وذلك سنة 17 هـ أو 18 هـ في طاعون عمواس. وكان معاذ طويلاً، حسن الثغر، عظيم العينين، أبيض، جعد، قطط، مجموع الحاجبين، به عرج.

## حفظه للقرآن
قال أنس بن مالك: «جمع القرآن على عهد رسول الله ﷺ أربعة كلهم من الأنصار: أبي بن كعب وزيد ومعاذ بن جبل وأبو زيد أحد عمومتي». وروى عبد الله بن عمرو بن العاص عن النبي محمد قوله: «خذوا القرآن من أربعة: من ابن مسعود وأبي ومعاذ بن جبل وسالم مولى أبي حذيفة».

## منزلته
أثني النبي محمد ﷺ على معاذ، فقد روى أنس بن مالك عن النبي محمد ﷺ قوله: «أرحم أمتي بأمتي أبو بكر، وأشدها في دين الله عمر، وأصدقها حياء عثمان، وأعلمهم بالحلال والحرام معاذ، وأفرضهم زيد، ولكل أمة أمين وأمين هذه الأمة أبو عبيدة». وقال الصنابحي أنه سمع معاذ يقول: «لقيني النبي ﷺ فقال: «يا معاذ، إني لأحبك في الله». قلت: «وأنا والله يا رسول الله أحبك في الله»». وقال النبي محمد: «معاذ أمام العلماء يوم القيامة برتوة أو رتوتين». وقال أبو هريرة أنه سمع النبي محمد ﷺ يقول: «نعم الرجل أبو بكر، نعم الرجل عمر، نعم الرجل أبو عبيدة بن الجراح، نعم الرجل أسيد بن حضير، نعم الرجل جعفر، نعم الرجل ثابت بن قيس، نعم الرجل معاذ بن جبل، نعم الرجل معاذ بن عمرو بن الجموح». كما كان معاذ بن جبل من قلة ممن سُمح لهم الفتيا على عهد النبي محمد ﷺ، فقال سهل بن أبي حثمة: «كان الذين يفتون على عهد رسول الله ﷺ ثلاثة من المهاجرين: عمر وعثمان وعلي، وثلاثة من الأنصار: أبي بن كعب ومعاذ وزيد».
كما كان لمعاذ منزلته بين صحابة النبي محمد ﷺ، فعندما خطب عمر بن الخطاب الناس بالجابية، قال: «من أراد الفقه، فليأت معاذ بن جبل». وقال عبد الله بن مسعود: «إن معاذ بن جبل، كان أُمة قانتًا لله حنيفا، ولم يك من المشركين»، كما قال أبو إدريس الخولاني: «دخلت مسجد حمص، فإذا فيه نحو من ثلاثين كهلاً من الصحابة، فإذا فيهم شاب أكحل العينين، براق الثنايا ساكت، فإذا امترى القوم، أقبلوا عليه، فسألوه، فقلت: «من هذا؟» قيل: «معاذ بن جبل». فوقعت محبته في قلبي».

## روايته للحديث النبوي
- روى عن: النبي محمد ﷺ.[7]
- روى عنه: عبد الله بن عمر بن الخطاب وعبد الله بن عباس وجابر بن عبد الله بن عمرو بن حرام وأنس بن مالك وأبو أمامة الباهلي وأبو ثعلبة الخشني ومالك بن يخامر السكسكي وأبو مسلم الخولاني وعبد الرحمن بن غنم وجنادة بن أبي أمية وأبو بحرية السكوني ويزيد بن عميرة الزبيدي وأبو الأسود الدؤلي وكثير بن مرة وأبو وائل شقيق بن سلمة وعبد الرحمن بن أبي ليلى وعمرو بن ميمون والأسود بن هلال ومسروق بن الأجدع وأبو ظبية الكلاعي[3] وعمر بن الخطاب وأبو قتادة الأنصاري وأبو إدريس الخولاني وجبير بن نفير[4] وعبد الرحمن بن سمرة[1] وأسلم مولى عمر والأسود بن يزيد النخعي والحارث بن عميرة وعاصم بن حميد السكوني وعبد الله بن أبي أوفى الأسلمي وعبد الله بن شداد وعبد الله بن عمرو بن العاص[11] وعبد الرحمن بن عائذ الأزدي وعبيد الله بن مسلم الحضرمي وعروة بن النزال الكوفي وعطاء بن يسار وأبو عياض عمرو بن الأسود وأبو عثمان عمرو بن مرثد الصنعاني وعيسى بن طلحة بن عبيد الله وقيس بن أبي حازم ولجلاج العامري والمقدام بن معديكرب وميمون بن أبي شبيب وأبو رزين الأسدي وأبو سعيد الحميري وأبو الطفيل الليثي وأبو عبد الله الأشعري وأبو عبد الله الصنابحي وأبو موسى الأشعري.[7]
- منزلته عند أهل الحديث: روى له الجماعة في كتبهم.[12]